# Ulleung-eup
Ulleung-eup (koreanska: 울릉읍) är en köping på den sydkoreanska ön Ulleungdo i Japanska havet öster om Sydkorea.
Den utgör den sydöstra delen av ön. Till Ulleung-eup hör också de obebodda Liancourtöarna 87 km sydväst om Ulleungdo. De största byarna i socknen är Dodong och Jeodong. Köpingen är huvudort i kommunen Ulleung-gun.